# Courtney Barnett
Courtney Barnett (* 3. listopadu 1987, Sydney, Austrálie) je australská zpěvačka a kytaristka. V letech 2010 až 2011 působila v Melbourne ve skupině Rapid Transit, se kterou pořídila své první nahrávky. V letech 2011 až 2013 hrála v kapele Immigrant Union, později vydala několik EP desek a roku 2015 pak svou první dlouhohrající desku s názvem Sometimes I Sit and Think, and Sometimes I Just Sit. V roce 2013 hrála na albu In Blood Memory australské zpěvačky Jen Cloher.

## Diskografie
- I've Got a Friend Called Emily Ferris (EP; 2011)
- How to Carve a Carrot into a Rose (EP; 2013)
- The Double EP: A Sea of Split Pea (EP; 2014)
- Sometimes I Sit and Think, and Sometimes I Just Sit (2015)
- Lotta Sea Lice (Nahráno společně s Kurtem Vilem, 2017)
- Tell Me How You Really Feel (2018)
- Things Take Time, Take Time (2021)